# Kapuvári járás
A Kapuvári járás Győr-Moson-Sopron vármegyéhez tartozó járás Magyarországon, amely 2013-ban jött létre. Székhelye Kapuvár. Területe 372,14 km², népessége 23 326 fő, népsűrűsége 63 fő/km² volt a 2012. évi adatok szerint. Két város (Kapuvár és Beled) és 18 község tartozik hozzá.
A Kapuvári járás a járások 1983-as megszüntetése előtt is létezett. Az 1950-es megyerendezés előtt Sopron vármegyéhez tartozott, akkor csatolták Győr-Sopron megyéhez, és 1969-ben szűnt meg.

## Települései
| Település       | Rang (2013. július 15.) | Kistérség (2013. január 1.) | Népesség (2012. január 1.) | Terület (km²) |
| --------------- | ----------------------- | --------------------------- | -------------------------- | ------------- |
| Kapuvár         | járásszékhely város     | Kapuvár-Beledi              | 10 353                     | 96,05         |
| Agyagosszergény | község                  | Sopron-Fertődi              | 882                        | 19,89         |
| Beled           | város                   | Kapuvár-Beledi              | 2 553                      | 26,47         |
| Babót           | község                  | Kapuvár-Beledi              | 1 097                      | 21,67         |
| Cirák           | község                  | Kapuvár-Beledi              | 568                        | 11,76         |
| Dénesfa         | község                  | Kapuvár-Beledi              | 363                        | 17,54         |
| Edve            | község                  | Kapuvár-Beledi              | 106                        | 5,05          |
| Gyóró           | község                  | Kapuvár-Beledi              | 419                        | 11,64         |
| Himod           | község                  | Kapuvár-Beledi              | 595                        | 22,7          |
| Hövej           | község                  | Kapuvár-Beledi              | 313                        | 8,52          |
| Kisfalud        | község                  | Kapuvár-Beledi              | 730                        | 15,1          |
| Mihályi         | község                  | Kapuvár-Beledi              | 1 051                      | 16,28         |
| Osli            | község                  | Kapuvár-Beledi              | 856                        | 18,8          |
| Rábakecöl       | község                  | Kapuvár-Beledi              | 665                        | 23,03         |
| Répceszemere    | község                  | Sopron-Fertődi              | 256                        | 9,42          |
| Szárföld        | község                  | Kapuvár-Beledi              | 897                        | 17,12         |
| Vadosfa         | község                  | Kapuvár-Beledi              | 75                         | 4,19          |
| Vásárosfalu     | község                  | Kapuvár-Beledi              | 157                        | 4,2           |
| Veszkény        | község                  | Kapuvár-Beledi              | 913                        | 10,35         |
| Vitnyéd         | község                  | Kapuvár-Beledi              | 1 359                      | 32,25         |